# Thai királyi általános átírási rendszer
A Thai királyi általános átírási rendszer (vagy thai királyi átírás, angol nyelvű rövidítése RTGS) a thai nyelv hivatalos átírása latin betűs írásra. A thai nyelv saját bonyolult írással rendelkezik: a thai írás 44 mássalhangzójellel, 28 magánhangzójellel, és ezen kívül még mássalhangzó-magánhangzó kombinációkkal és tónusjelekkel rendelkezik. Latin átírásának szabályait a Thaiföldi Királyi Intézet publikálta, eddig négy verzióban: 1932-ben, 1939-ben, 1968-ban és 1999-ben.
A latin átírást útjelző táblákon és hivatalos kormánypublikációkban is használják. Majdnem teljesen azonos az ISO 11940-2 sztenderddel.
A magyar Wikipédia nem a thai királyi átírást követi, hanem a magyar szabályzatok előírásai szerint és azok szellemében létrehozott saját irányelv szerint jár el.

## Jellemzői
A rendszer fő jellemzői:
- Csak a latin ábécé alapbetűit használja, diakritikus jelek nélkül.
- Minden magánhangzót és kettőshangzót magánhangzójelekkel ír át: a, e, i, o, u.
  - Az egyszerű a, e, i, o, u betűk monoftongusok, a nemzetközi fonetikai ábécének (IPA) megfelelő értékkel.
  - Az e-vel végződő összetett betűk (digráfok) monoftongusok: az ae, oe, ue betűk hangzásban az IPA ɛ, ɤ, ɯ betűinek felelnek meg. Tipográfiai megjelenésüket ugyanakkor úgy választották meg, hogy az IPA æ, œ, ɯ betűire (ligatúra-jeleire) hasonlítsanak.
  - Az a, i, o végű összetett betűk  kettőshangzók, amelyeket az IPÁ-ban a, j, w jelöl.

- A magánhangzókat az IPÁ-nak megfelelően használja, kivéve a következő eseteket:
  - A h-s összetett betűk, mint ph, th, kh hehezetesek (az IPÁ-ban pʰ, tʰ, kʰ), így megkülönböztetve a nem hehezetes kiejtésű p, t és k hangoktól.
  - Akár az angol nyelv, ng-t használ az IPA ŋ hangjára.
  - Az angolhoz némileg hasonlóan a ch jelöli az IPA t͡ɕʰ és t͡ɕ hangjait.
  - Az angolhoz hasonlóan y-t használ az IPA j hangjára.

A szóvégző mássalhangzókat a kiejtés, és nem a thai írás alapján írják át.
A magánhangzók az átírásban arra a helyre kerülnek, ahol ejtik őket, nem úgy, mint a thai írásban. Olyan kiejtett magánhangzókat is leír, amelyeket a thai írás csak beleért. 
Kötőjelet használnak a szótagelválasztás egyértelműsítésére, ha a következő szótag magánhangzóval kezdődik, illetve ng előtt, ha a megelőző szótag magánhangzóval ér véget.
Az átírt szavak közt szóköz van, bár a thai írás folyamatos, szóközök nélküli. Például „สถาบันไทยคดีศึกษา” (a Thai Tanulmányok Intézete) átírva „Sathaban Thai Khadi Sueksa”. A szóösszetételeket és a személyneveket azonban nem bontják meg szóközzel. Például, „ลูกเสือ” (összetett szó, cserkész) átírva „luksuea” és nem „luk suea” („ลูก” + „เสือ” = tigris + kölyök). „โชคชัยจิตงาม” (valaki utó- és családi neve) – átírva „Chokchai Chitngam”, és nem „Chok Chai Chit Ngam”.

## Kritikák
A rendszer nem írja át maradéktalanul a thai fonémákat. Különösen a következő dolgok hiányoznak belőle:
- Nem rögzíti a tónusokat..
- Nem tesz különbséget a rövid és a hosszú magánhangzók között.
- A ch jel nem tesz különbséget az IPA t͡ɕ és t͡ɕʰ hangja között.
- Nem tesz különbséget az IPA ɔ és o hangjai között.

Problematikus esetek:
|      | 1. fonéma | 1. fonéma | 1. fonéma                                                  | 1. fonéma                       | 2. fonéma | 2. fonéma | 2. fonéma                                                  | 2. fonéma                      |
| RTGS | Thai      | IPA       | Leírása                                                    | Magyarul                        | Thai      | IPA       | Leírása                                                    | Magyarul                       |
| ---- | --------- | --------- | ---------------------------------------------------------- | ------------------------------- | --------- | --------- | ---------------------------------------------------------- | ------------------------------ |
| ch   | จ         | t͡ɕ        | Zöngétlen fogmeder-szájpadlás zár-réshang                  | nagyjából -ty                   | ฉ, ช, ฌ   | t͡ɕʰ       | Hehezetes zöngétlen fogmeder-szájpadlás zár-réshang        | nagyjából csh                  |
| o    | โ–ะ, –    | o         | Hátul képzett, középső nyelvállású rövid, ajakkerekítéses  | mint azt angol "note" szóban    | เ–าะ      | ɔ         | Hátul képzett, alsó nyelvállású rövid, ajakkerekítéses     | o az angol "boy" szóban        |
| o    | โ–        | oː        | Hátul képzett, középső nyelvállású hosszú, ajakkerekítéses | amint az o az angol "go" szóban | –อ        | ɔː        | Hátul képzett, legalsó nyelvállású hosszú, ajakkerekítéses | mint aw az angol "raw" szóban. |
Az eredeti, 1932-es verzió olyan általános rendszert képzelt el, amely nagyjából fedi a kiejtést, és egy kiegészítő rendszert a magánhangzók hosszúságával, a tónusokkal, és speciális thai karakterekkel. A ch és az o okozta zavart az 1968-as változat vezette be.

## Átírási táblázat
A mássalhangzóknál az átírás a szótagkezdő és a szótagzáró pozícióra van megadva. a magánhangzók esetében kötőjel jelöli a kezdő mássalhangzó pozícióját.
| Betű      | Kezdő pozícióban | Záró pozícióban |
| --------- | ---------------- | --------------- |
| ก         | k                | k               |
| ข ฃ ค ฅ ฆ | kh               | k               |
| ง         | ng               | ng              |
| จ         | ch               | t               |
| ฉ ช       | ch               | t               |
| ซ         | s                | t               |
| ฌ         | ch               | -               |
| ญ         | y                | n               |
| ฎ         | d                | t               |
| ฏ         | t                | t               |
| ฐ ฑ ฒ     | th               | t               |
| ณ         | n                | n               |
| ด         | d                | t               |
| ต         | t                | t               |
| ถ ท ธ     | th               | t               |
| น         | n                | n               |
| บ         | b                | p               |
| ป         | p                | p               |
| ผ         | ph               | -               |
| ฝ         | f                | -               |
| พ         | ph               | p               |
| ฟ         | f                | p               |
| ภ         | ph               | p               |
| ม         | m                | m               |
| ย         | y                | -               |
| ร         | r                | n               |
| ฤ         | rue, ri, roe     | -               |
| ฤๅ        | rue              | -               |
| ล         | l                | n               |
| ฦ         | lue              | -               |
| ฦๅ        | lue              | -               |
| ว         | w                | -               |
| ศ         | s                | t               |
| ษ         | s                | t               |
| ส         | s                | t               |
| ห         | h                | -               |
| ฬ         | l                | n               |
| ฮ         | h                | -               |

| Betű                 | Latin átírásban |
| -------------------- | --------------- |
| –ะ, –ั, รร, –า        | a               |
| รร                   | an              |
| –ำ                   | am              |
| –ิ, –ี                 | i               |
| –ึ, –ื, —ือ             | ue              |
| –ุ, –ู                 | u               |
| เ–ะ, เ–็, เ–          | e               |
| แ–ะ, แ–              | ae              |
| โ–ะ, –, โ–, เ–าะ, –อ | o               |
| เ–อะ, เ–ิ, เ–อ        | oe              |
| เ–ียะ, เ–ีย            | ia              |
| เ–ือะ, เ–ือ            | uea             |
| –ัวะ, –ัว, –ว–         | ua              |
| ใ–, ไ–, –ัย, ไ–ย, –าย | ai              |
| เ–า, –าว             | ao              |
| –ุย                   | ui              |
| โ–ย, –อย             | oi              |
| เ–ย                  | oei             |
| เ–ือย                 | ueai            |
| –วย                  | uai             |
| –ิว                   | io              |
| เ–็ว, เ–ว             | eo              |
| แ–็ว, แ–ว             | aeo             |
| เ–ียว                 | iao             |